# Catrachia
Catrachia är ett släkte av skalbaggar. Catrachia ingår i familjen Melolonthidae.
Kladogram enligt Catalogue of Life:
| Catrachia | \| \| Catrachia mariana \| \| \| \| \| \| Catrachia nica \| \| \| \| |
|           | \| \| Catrachia mariana \| \| \| \| \| \| Catrachia nica \| \| \| \| |
|           | Catrachia mariana                                                    |
|           |                                                                      |
|           | Catrachia nica                                                       |
|           |                                                                      |